# Eurydice czerniavsky
Eurydice czerniavsky is een pissebed uit de familie Cirolanidae. De wetenschappelijke naam van de soort is voor het eerst geldig gepubliceerd in 1948 door Bacescu.